# 康定繁缕
康定繁缕（学名：Stellaria souliei）为石竹科繁缕属的植物，为中国的特有植物。分布于中国大陆的四川等地，生长于海拔4,220米的地区，见于草坡上。

## 别名
苏氏繁缕（拉汉种子植物名称）